# Гераклій (місто)
Гераклій — античне боспорське місто, яке за однією із версій розташовувалося на мисі Казантип, а за іншою — у межах сучасної Керчі.

## Городище на мисі Казантип
Археолог І. Т. Кругликова ідентифікує городище із стародавнім містом Гераклій, згадуваним Страбоном і Птолемеєм. Городище відкрито в 1953 році, але досліджено слабо. Населений пункт з'явився в ІІІ-ІІ столітті до н. е. і припинило своє існування у ІІІ столітті н. е., ймовірно, під час вторгнення готів. Його будівлі розташовувалися в приморській частині зсувного цирку і були захищені оборонною стіною, оточеною ровом і валом. Виявлено підземний хід, що веде до берега моря. У західній частині городища, біля дороги, знаходяться два пагорби-зольника, досліджені археологами.
По уламках амфор, ліпного посуду, кістках тварин, мушлях молюсків та інших артефактах, знайдених на стародавньому звалищі, було встановлено, що жителі поселення розводили дрібну рогату худобу, займалися хліборобством, рибальством, збирали мідії.
Неподалік від Гераклію, ближче до мисів, в VII—IX століттях розташовувалися юртоподібні споруди невеликого хазарського поселення.
На схід Гераклію можна бачити залишки кам'яних стін-крепіда. Звідси стежка спускається повз активного зсуву до невеликих бухт, розділених скелястими мисами, схожими на черепаху і ведмедя. Поблизу перебувала невеличка садиба римського часу, досліджена археологом І. Безрученко. Одна з її стін-крепіда оголюється над пляжем поруч із пішохідною стежкою.
У 1966 році на мисі Казантип були знайдені крем'яні знаряддя, що відносяться до середнього палеоліту, (мустьєрська епоха, 100-35 тисяч років тому).

## Альтернативна версія
У 1972 році археологи на Зміїному мисі, що знаходиться на відстані близько 5 км на схід від Керчі виявили залишки античного поселення. Тут імовірно розташовувалось місто Гераклій, що поміщається Страбоном на європейському березі Боспору Кімерійського, поблизу Мірмекію (останній знаходиться в 15 км від городища).
На північно-західному схилі скелястого мису в результаті зсуву оголилася частина монументальної кладки, де і був закладений розвідувальний шурф. У результаті розчищений південний кут приміщення, орієнтованого з північного сходу на південний захід, що примикав до підніжжя на північний захід від скелі. Ширина південно-західної стіни, що примикає до скелі, — 1,05 — 1,25 м. Вона складена з грубо сколених і злегка підтесаний з лицьового боку каменів вапняку, на глині. Зовнішня північно-східна стіна, повернута до моря, складається з двох поясів: внутрішнього, шириною 0,75 м, переплетеного з південно-східної стіною, і зовнішнього панцира — шириною 1 м, виступаючого за межі приміщення на 1,25 м на північний-захід, замикаючи невеликий простір між скелею і приміщенням. Панцир складений на бутовому фундаменті і складається з великих каменів вапняку-черепашнику, серед яких трапляються тесані блоки розміром до 0,84 Х 0,25 м і частини рустованих блоків, розміри яких вказують, що цілі блоки становили в довжину і товщину більше 0,75 Х 0,32 м. Наявність подібного монументального панцира наводить на думку, що дане приміщення було фортечною вежею. Вік цієї споруди визначається зібраними в шурф фрагментами кераміки — амфор, червонолакового посуду — I ст. н. е. Знаходження в кладці панцира окремих частин масивних рустованих блоків, характерних для кладки фортечних споруд ранньоеліністич-ного періоду, дозволяє зробити припущення про існування у Гераклію оборонної стіни зазначеного часу, після руйнуванні якої її будівельний матеріал міг бути використаний при зведенні нових фортечних споруд.